# 达洛陶
达洛陶是缅甸伊洛瓦底省兴实达县兴实达镇区下辖的一个镇。
该镇会举行一年一度的吴欣基节。